# Agriades
Agriades  — род дневных бабочек из семейства голубянок.

## Описание
Половой диморфизм выраженный. Крылья самцов сверху голубовато-серые или серые с узкой темной краевой полоской; а крылья самок на верхней стороне — тёмно-бурые. На передних крыльях выделяются большие чёрные дискальные точки. Центральная ячейка с нижней стороны передних крыльев без срединной точки. Бахромка крыльев белого цвета. Нижняя сторона крыльев — светло-серого цвета с черными пятнами, окруженными белыми ободками. на неё находится заметное белое поле по субмаргинальному краю, вытесняющее чёрные точки; постдискальный ряд на нижней стороне задних крыльев часто не выражен, вместо чёрных точек на коричневатом фоне располагаются белые пятна. Голова, грудь и брюшко черного цвета, покрытые голубовато-серыми волосками и чешуйками. Глаза голые. Булава усиков состоит из 10 члеников.

## Систематика
Род включает виды:
ellisi группа видов:
- Agriades jaloka (Moore, [1875])
- Agriades janigena (Riley, 1923)
- Agriades kurtjohnsoni Bálint, 1997
- Agriades morsheadi (Evans, 1923)

glandon группа видов:
- Agriades cassiope Emmel & Emmel, 1998
- Agriades aquilo (Boisduval, 1832).
- Agriades franklinii (Curtis, 1835)
- Agriades glandon (Prunner, 1798)
- Agriades podarce (C. & R. Felder, [1865])

pyrenaicus группа видов:
- Agriades aegargus (Christoph, 1873)
- Agriades dardanus (Freyer, 1844)
- Agriades pheretiades (Eversmann, 1843)
- Agriades pyrenaicus Boisduval, 1840)
- Agriades zullichi Hemming, 1933

sikkima группа видов:
- Agriades dis (Grum-Grshimailo, 1891)
- Agriades sikkima (Bath, 1900)

Без группы:
- Agriades walterfoster (Koçak, 1996)
- Agriades shahidulla (Yoshino, 2003)

### Классификация по Talaveraet al, 2012
По классификации Talavera et al (2012) род включает 19 видов:
- Agriades amphirrhoe
- Agriades arcaseia
- Agriades asiatica
- Agriades cassiope
- Agriades dis
- Agriades glandon
- Agriades jaloka
- Agriades janigena
- Agriades kumukuleensis
- Agriades kurtjohnsoni
- Agriades lehanus
- Agriades luana
- Agriades morsheadi
- Agriades optilete
- Agriades orbitulus
- Agriades pheretiades
- Agriades podarce
- Agriades pyrenaicus
- Agriades sikkima